# Aktual
Aktual je česká undergroundová hudební a umělecká skupina, jejíž vedoucí osobou je Milan Knížák.

## Umělecká skupina (1963–1967)

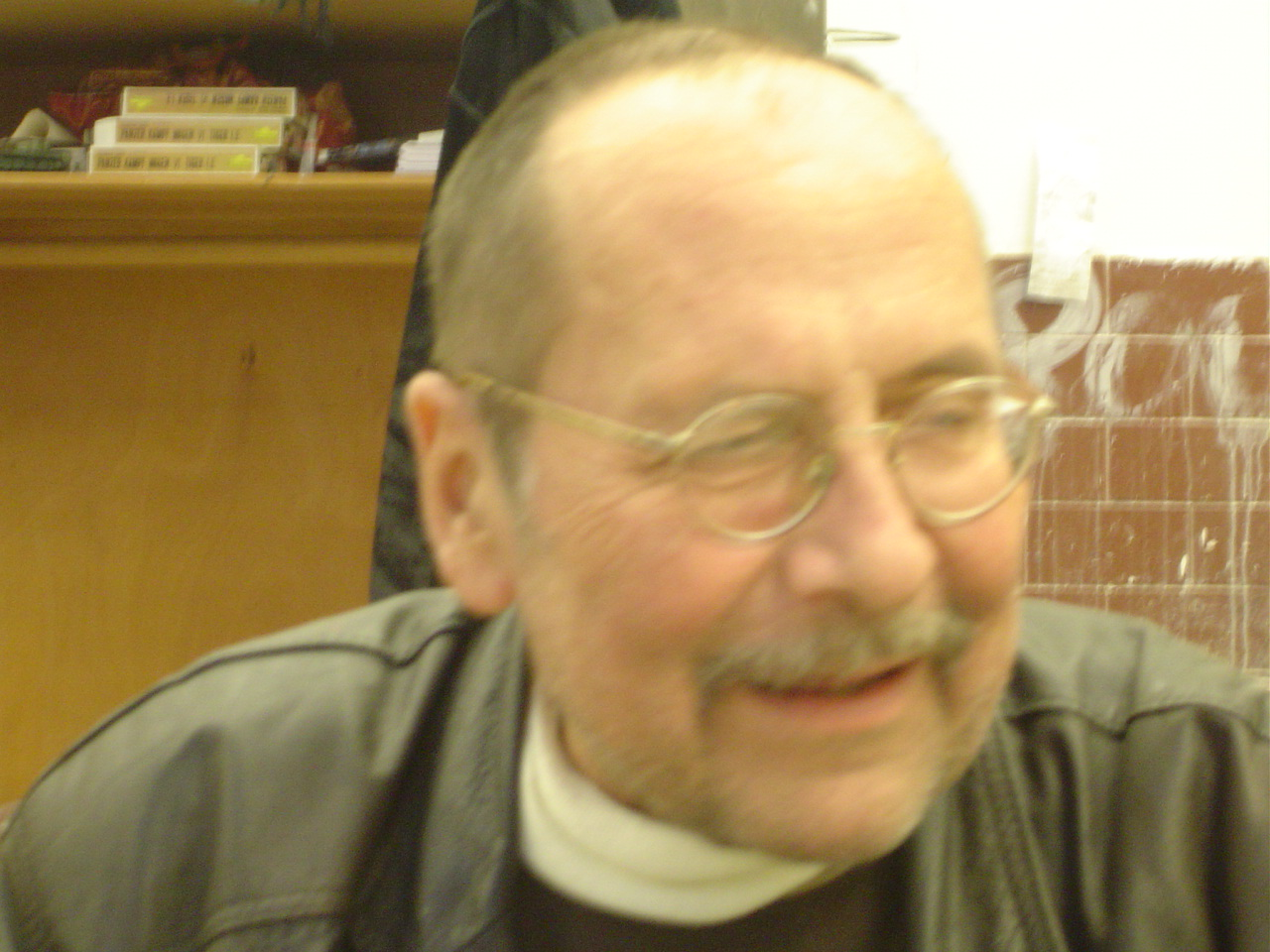
Jan Mach

Umělecká skupina založená v roce 1963 (Manifest aktuálního umění z roku 1964), sdružující mladé umělce kolem Milana Knížáka, zaměřená na nové formy, zejména na akční umění. Její teoretickou základnou se stal stejnojmenný, nepravidelně vycházející samizdatový časopis. V roce 1966 byl ustaven klub a záhy hnutí Aktual. Pořádal pouliční akce, výstavy a happeningy. Jejími členy byli: Milan Knížák, Jan Maria Mach, Vít Mach, Soňa Švecová a Jan Trtílek. Akce se konaly v prostředí Nového Světa v Praze.

## Rocková skupina (1967–1972)
Vše začalo v roce 1967 v Mariánských Lázních, kdy kytaristé Pavel Tichý a Ivan Čori nabídli Milanu Knížákovi, aby usedl za bicí v jejich budoucí kapele. Když Knížák zjistil, že jim chybí repertoár a zpěvák, přizval bubeníka Jana Macha, sám se postavil k mikrofonu, skupinu nazval Aktual a rozhodl, že pro ni složí veškerý repertoár. Jelikož nikdo z nich neuměl příliš hrát a i Knížák byl víceméně hudební nedouk, založil své písně na textech a jednoduchých melodiích, doprovázených divokými zvuky nástrojů (obohacených o řev nastartované motorky, sbíječky apod.).
Nejsilnější stránkou repertoáru Aktualu jsou dodnes texty. I když se dotýkají doby a kritizují, nikdy nepůsobí jako antiagitka a mají především humor. Aktual je veselá muzika. Přestože „prehistorická“ sestava odehrála všeho všudy pět vystoupení, songy Miluju tebe a Lenina, Děti bolševismu a zejména Atentát na kulturu (nesprávně připisovaný Plastic People of the Universe, pro něž byla Knížákova tvorba inspirací, stejně jako pro DG 307) se staly legendárními a fanoušci si je s kapelou dodnes zpívají.
Každopádně se říká, že byl Aktual první punkovou skupinou na světě.[zdroj?]
Naposledy účinkovala původní kapela v roce 1972, pak se na dlouhá léta odmlčela.

## Současnost (1991—dodnes)
Když textař a producent Zdeněk Rytíř uslyšel v roce 1991 ve Viole recitovat Milana Knížáka jeho básně a zpívat jeho písně, nabídl, že mu natočí desku. Za spolupracovníka, aranžéra a hudebního režiséra si vybral skladatele a zpěváka Vaška Vašáka. Vzniklo dvojalbum Obřad hořící mysli, na němž si kromě nich zahráli kytarista Ota Petřina, baskytarista Ladislav Chvalkovský, bubeník Martin Rychta, cimbálovka, dechovka, smyčcový kvartet, dudák a další. Vokální složku podpořilo trio Ladislav Chvalkovský, Tomáš Trapl, Jan Bas Soukup a tehdy ještě nepříliš známá Lucie Bílá. K dvojalbu je přiložen Knížákův „vynález“ – deska destruované hudby. Vydavatelem byla Rytířova firma Condor.
Následující cédéčko Navrhuju krysy už aranžoval Knížák a na syntezátory ho celé nahrál ve studiu Alana Vitouše Vašek Vašák. Ten si na něm také sólově zazpíval (stejně jako Knížákova oblíbenkyně Věra Špinarová).
V roce 2003 se Milan Knížák rozhodl Aktual oživit i na jevišti (v rockovém klubu Vagon). Na nápad ho přivedli jeho obdivovatelé z undergroundu kytarista Otakar „Alfréd“ Michl, baskytarista Pavel Porkert, kytarista Vokatý "Londýn“, „hráč na barely“ Prokeš a další, kteří ho tehdy ve Vagonu doprovodili. Přizváni byli také Vašák s Rytířem. Z původní sestavy účinkoval jen bubeník Mach.
O dva roky později vzniklo ve studiu Zdeňka Rytíře (pro label Guerilla Records) album Děti bolševismu, kde se objevily nově nahrané „aktuální“ hity (v původní podobě ze 60. let byly zaznamenány na albu Aktual: Atentát na kulturu). Kromě osvědčeného dua Rytíř – Vašák na něm účinkovali už i noví členové Michl s Porkertem a bubeník Jaroslav „Erno“ Šedivý, který se vrátil po třiceti letech z emigrace v USA. Ve Vagonu tehdy desku pokřtil prezident Václav Klaus, který si s Aktualem dokonce zazpíval dvě písně.
Zhruba v roce 2008 byl nucen Zdeněk Rytíř pro své onemocnění skupinu opustit, ale až do smrti s ní byl v kontaktu.
V listopadu 2011 si zahrál Aktual na festivalu Pocta českému undergroundu, pořádaném vydavatelstvím Guerilla Records v divadle Archa. Na festivalu vystoupil mimo jiné i Ivan Martin Jirous, který necelý týden nato zemřel.
V roce 2012 měla kapela první samostatný koncert v Lucerna music baru.
Na přelomu jara a léta 2013 natočil Aktual ve studiu Zdeňka Rytíře Chevaliere album Chovám v kleci bolševika (na němž je bonusem veřejnosti neznámý klip z roku 2005 a video ze zmíněného – kritiky i fanoušky ceněného[zdroj?] – koncertu v Lucerna music baru), které pokřtili v Paláci Akropolis Helena Rytířová a undergroundový guru František „Čuňas“ Stárek. Na desce se už neobjevuje Otakar „Alfréd“ Michl, naopak sbory si zazpíval zvukař desky a nový člen souboru Václav Neckář junior). Album vydal Smiraprint, distribuuje ho Indies scope a Guerilla Records.
V roce 2014 účinkoval Aktual na letním Litoměřickém kořenu (s bubeníkem Štěpánem Smetáčkem, mj. hráčem skupiny Wanastowi vjecy), na nejprestižnějším slovenském festivalu Bažant Pohoda (kde s ním bubnoval Roman Haase – skupina Aleše Brichty) a 21. srpna 2014 na Václavském náměstí (se třemi bubeníky: Františkem Hönigem, Štěpánem Smetáčkem a Romanem Haasem) na festivalu proti totalitám Aby nám sny nezešedly.
Po společném vystoupení Aktualu s Lacem Déczim a jeho skupinou Celula New York na Kokoříně (21. června 2015) opustil kapelu po čtyřiadvaceti letech její kapelník Vašek Vašák.
Poté se sestava Aktualu ustálila na těchto členech: Milan Knížák – zpěv, Jan Priester – kytara, Pavel Cigánek – housle a vrtačka, Jan Pech – violoncello, Pavel Porkert – baskytara, bubeníci František Hönig (dříve Nová Růže, Pražský výběr ad.) a do své smrti (2014) i Jiří Kysela (Jazz Q, Blues Band Luboše Andršta, Framus Five atd.), drum pady a zpěv Václav Neckář junior, Jiří Sýkora (klávesy) a pod jevištěm na některých koncertech túruje harleye Antonín Lačňák.

## Diskografie
| Obřad Hořící Mysli         | Condor (3)       | 1991 |
| Navrhuju Krysy (CD, Album) | Anne Records     | 2002 |
| Atentát Na Kulturu         | Anne Records     | 2003 |
| Děti bolševismu            | Guerilla Records | 2005 |
| Chovám v kleci bolševika   | Guerilla Records | 2013 |
| Necháme svět zvířatům      | Guerilla Records | 2017 |